# جان فيليب رامو

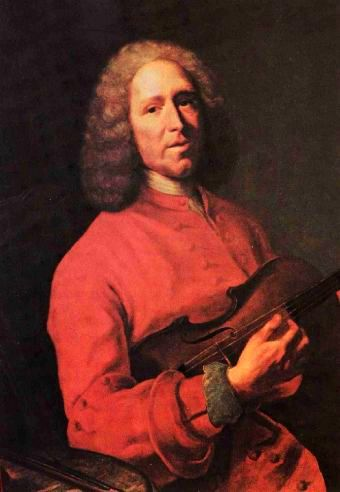
جون فيليب رامو

جون فيليب رامو بالإنجليزية Jean-Philippe Rameau (ولد ديجون 1683 - توفي باريس 1764 م) هو مؤلف موسيقي فرنسي. كان يعزف على آلتي الكلافسن والأورغ، ساهم في أعماله ومؤلفاته (رسالة في الهارمونيا 1722 م) في ضبط قواعد فن الإيقاع (هارمونيا). من خلال أعمله الأوبرالية وأوبرات-الباليه (على الطريقة الفرنسية)، استطاع أن يرتقي بالمشاعر والأحاسيس الدرامية إلى أعلى درجة عن طريق الأبعاد الجديدة والقوة التي أضفاها على أسلوبه الموسيقي، والتلاعب بالعواطف من خلال الموضوعات التي اختارها (الشدة أو الرقة) عدا الإيقاعات التي تنساب بسهولة ومرونة.

## حياته
جان فيليب رامو ولد في ديجون، وهو واحد من 11 طفلا، وولد في جامعة اليسوعيين. كان والده ينوي له في الأصل أن يصير محاميا - قبل أن يسمح له بدراسة الموسيقى في ميلان في سن 18 سنة. بعد عدد من التعيينات كعازف أرغن، استقر في كليرمونت عام 1715، حيث كان عازف أرغن في كاتدرائية لثمانية أعوام.
أثناء هذه الفترة كتب رامو أول مجموعة لمقطوعات الهاربسكورد وعام 1722 نشر كتابه عن نظرية الموسيقى، «بحث عن الهارموني». حاول أن ينتقل إلى باريس، مركز النشاط الإبداعي، لكن صادف مقاومة من مديريه في كليرمونت. يقال أنه يوم عيد محدد رفض العزف، وعند الضغط عليه، عزف مع كثير من النغمات المتنافرة حتى أنه أعفي من الخدمة. انتقل إلى باريس لكن لعقد فشل في الحصول على وظيفة رسمية، رغم أنه واصل التأليف، ونشر ثاني وثالث كتاب لأعمال الهاربسكورد، جني عيشه بتدريس الموسيقى، في عام 1732 صار عازف أرغن في منطقة ste croix de la bretonnerie والعام التالي في دار الرهبان اليسوعيين. رغب رامو في كتابة الأوبرا ولاقى مساعدة من أحد المعجبين زوجة ممول يدعى لو ريش دو لا بوبلينيير موّل أوركسترا خاص. خلال هذه الدائرة التقى بالمؤلف بالكاتب الأب سيمون جوزف بيلجرين، ومعا ابتكرا أول أوبرا له، «هيبوليت وأريسي»، اعتمادا على نص تراجيدي لراسين يدعى فيدري عرض عام 1733 في محل إقامة بوبلينيير، ثم في الأوبرا في باريس بعد ثلاثة أشهر.
كان رامو في عمر الخمسين حين عرض «هيبوليت وأريسي» وقضى باقي حايته العاملة ينتج الأوبرات. في هذه الأعمال أكد على العناصر الموسيقية أكثر مما فعل لولي، وذكر أن «لولي يحتاج ممثلين لكي أحتاج مطربين» ألف les Indes galantes عام 1735 و«كاستور وبولوكس» عام 1737 حققت نجاحا كبيرا، مما أظهر الهارموني الجزئي لرامو ودعم موقفه كخليفة لولي كالضوء الرائد للأوبرا الفرنسية. وألف أوبرا كوميدية «بلاتي» حققت نجاحا عند عرضها في أوبرا باريس عام 1745، جزئيا لأنها كانت تحاكي اللغة بشكل ساخر وتقاليد الأوبرا الجادة. كانت بعض الدعابات بها كلمات عاطفية ملحنة مع موسيقى غير مناسبة، وتأكيد غير صحيح على الكلمات أو المقاطع، واستخدام عبارات وتعبيرات «غير أوبرالية».

## وفاته
توفي رامو مباشرة قبل أن يبلغ 81 سنة، بعد وقت قصير من وفاة الملك لويس الخامس عشر، اعترافا بخدمته الطويلة وعمر أمضاه في الجهد الإبداعي جعله مؤلف الملك، وفي وفاته قدم عدد من الصلوات التذكارية، العاطفة والحيوية في موسيقاه تسبب بشعور عظيم بالخسارة لوفاته.

## موسيقاه

### كاستور وبوليكس
هذا العمل بلا جدل رائعة رامو الأوبرالية، كان استقبالها الأول عام 1737 بدون حماس وقام رامو بمراجعات مكثفة في الأساس حذف عام 1754. يعتمد الليبريتو على الحكاية الكلاسيكية عن أخين: أحدهما فاني وهو كاستور (تينور) والآخر ابن جوبيتر وهو بوليكس (باريتون) حيث يموت كاستور، يتدخل بولكس ويطلب من والده أن يحييه ويسمح لكاستور بالعودة للحياة فقط بشرط أن يوافق بولكس على حل محله في الجحيم. القصة بسيطة عن الحب الأخوي والولاء، تعقدت لأن بوليكس يحب حبيبة أخيه تيلاريا لكن لا يحب المرأة التي تحبه وهي فيبي. يغلف رامو الحكاية بموسيقى ثرية بشكل استثنائي ومتنوعة، غالبا يقابل بين اللحظات المتناقضة بشدة، مثلما حين تنعى تاليريا في الفصل الأول في الحال تليها موسيقى حربية تنذر بوصول بوليكس. توزيعه دوما خيالي مع مجموعات جديدة من الآلات تخلق تأثيرات وصفية محددة مثلا مشهد العاصفة وما يعقب ذلك من جو مشمس في الفصل الخامس. لاقى رامو الإعجاب الشديد أثناء حياته بسبب هذه المهارة التصويرية.

### متتاليات Les Indes galantes
إضافة لكتابة الأوبرا كتب رامو أيضا للمسرح الفرنسي الأوبرا-باليه. في كل قسم ثمة حبكة نفصلة والأهمية المتساوية مقدمة لكل من الأغنية والرقص. مغامرة رامو الأولى في هذا النوع كانت Les Indes galantes عام 1735، وهو عمل خفيف يعني بالرومانسية في الأماكن الغريبة ويعكس الهمجية بنبل. بشكل العمل في صورته النائية من مقدمة وأربعة فصول الأحداث تدور في تركيا وبيرو وفارس وأمريكا. الغرائبية في العمل سمحت لرامو باستعراض براعته في مجال واسع من الأشكال الراقصة. ما بين الرسمية التقليدية المقدمة الافتتاحية والروعة الاحتفالية للشاكونة التي تنتهي بها، ثمة مزيج من المقطوعات المتقابلة. العمل حقق نجاحا كبيرا حتى أن رامو وزعه للهاربسكورد وكأربع متتاليات أوركسترالية حيث أصبح في هذا القالب واحد من أكثر أعماله شعبية.

### الموسيقى الدينية
راموا كان غير معروف حتى في فرنسا كمؤلف للموسيقى الدينية. لكن قبل تحقيق الشهرة كمؤلف أوبرات، كتب بعض الأعمال البارزة مثل جراند موتيت اتباعا لتقليد لولي وشاربنتييه الذي يسبق إنجازاته في المسرح. الجراند موتيت الفرنسي مع مزيجه للصولو والفرق الصغيرة والكتابة الآلية دائما له عنصر درامي، لكن في عمل مثل «الرب هو الأمل والملاذ» يوجد مستوى من الكثافة والإثارة (بما في ذلك وصف موسيقي للعاصفة) المذهل بشكل إيجابي.

### موسيقى آلة المفاتيح
كتب رامو أربعة كتب من مقطوعات الهاربسكورد تصل ل65 مقطوعة لم ينشر منها سوى الكتاب الثاني والثالث في حياته. مثل كوبران الكثير من هذه المقطوعات تحف صغيرة لها أسماء خيالية وهي حتما أكثر إبداعاته سحرا، أقل مراوغة وغموضا من كوبران لكن لا تقل جمالا عنها. بينها عمل في مرحلة متأخرة من حياته وهي «الملكة» كتبه بمناسبة زواج ماريا جوزيفا من ساكسونيا وملئ بالهارمونيات الجريئة. ربما أروع إنجاز له كمؤلف للكيبورد هو المتتالية المجيدة في مقام لا الكبير من الكتاب الثالث. افتتاحيته القوية رقصة ألماند تقارن مع أرواع رقصات الألماند لباخ من المتتاليات الإنجليزية والفرنسية.

## من أهم أعماله الأوبرالية
- إيبوليت وأريسي (Hippolyte et Aricie ،(1733؛
- كاستور وبولُكس (Castor et Pollux ،(1737؛
- داردانوس (Dardanus ،(1739؛
- زرادشت (Zoroastre ،(1749؛
- أوبرا-باليه: الهند المتوددة (les Indes galantes ،(1735؛
- احتفالات إيبي (les Fêtes d'Hébé ،(1739.

بالإضافة إلى الأوبرا، ترك العديد من الأعمال الموسيقية الأخرى: كانتاتات، متتابعات ومقطوعات للكلافسن، وبضعة مصنفات تتضمن مقطوعات على آلة الكلافسن.

## وصلات خارجية
- جان فيليب رامو على موقع IMDb (الإنجليزية)
- جان فيليب رامو على موقع الموسوعة البريطانية (الإنجليزية)
- جان فيليب رامو على موقع ميوزك برينز (الإنجليزية)
- جان فيليب رامو على موقع إن إن دي بي (الإنجليزية)
- جان فيليب رامو على موقع أول ميوزيك (الإنجليزية)
- جان فيليب رامو على موقع ديسكوغز (الإنجليزية)
- جان فيليب رامو على موقع قاعدة بيانات الفيلم (الإنجليزية)
- جون فيليب رامو / الألبومات الكاملة

## هوامش
1. ↑  Archivio Storico Ricordi، QID:Q3621644
2. ↑  Classical Music by John Stanley
3. 1 2 3 4  The Rough Guide to Classical Music